# Олларт, Леннерт
Леннерт Олларт (нидерл. Lennert Hallaert; род. 17 апреля 2003, Бельгия) — бельгийский футболист, нападающий клуба «Зюлте-Варегем». 

## Клубная карьера
Олларт — воспитанник клуба «Брюгге». В 2020 году он дебютировал за дублирующий состав. Летом 2022 года Олларт перешёл в «Зюлте-Варегем». 5 августа в матче против своего бывшего клуба «Брюгге» он дебютировал в Жюпиле лиге.